# Rere

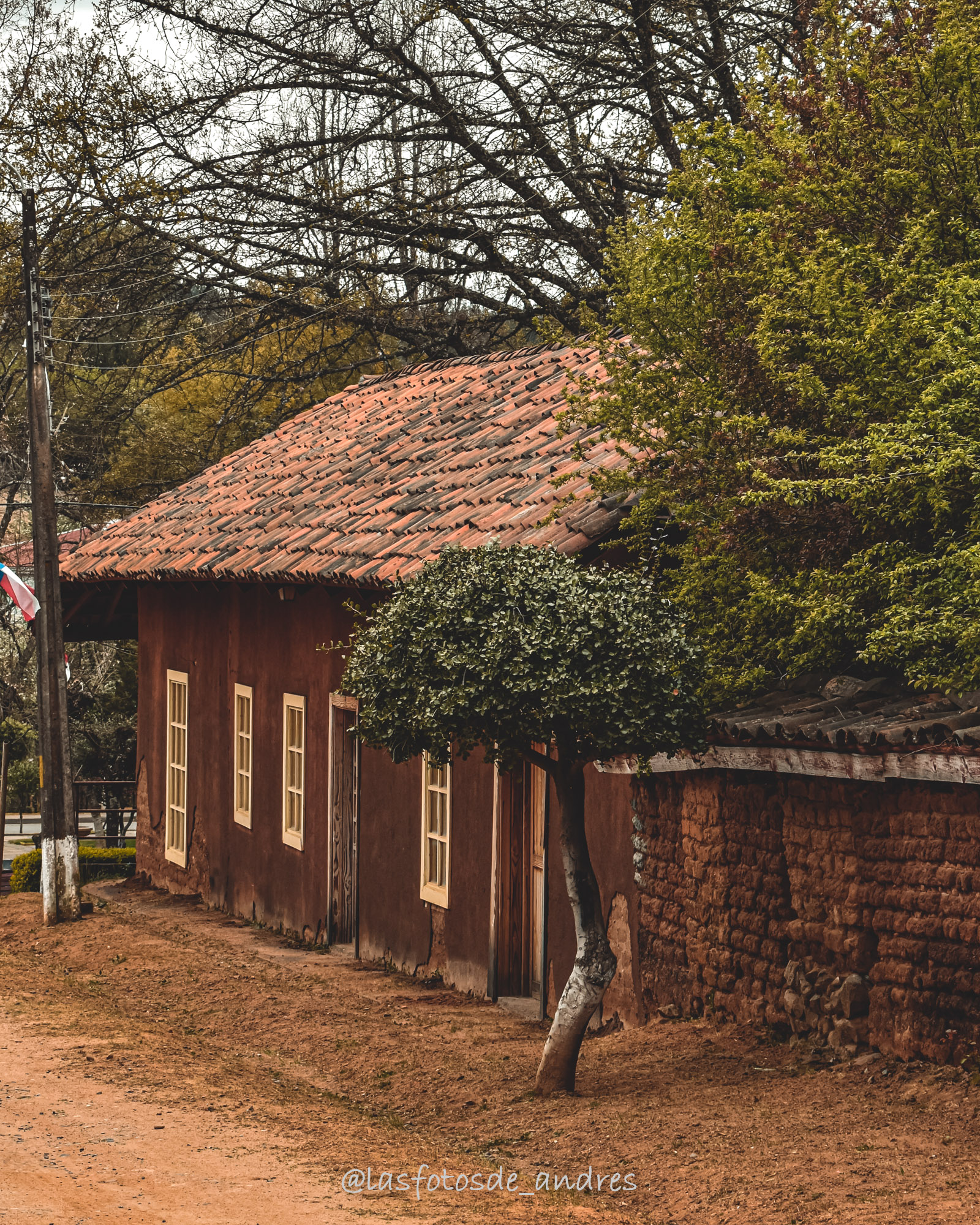
Casa Patrimonial en Rere

Rere es una localidad ubicada en la comuna chilena de Yumbel, ubicada en la Región del Biobío y en la provincia homónima. Fue fundado en 1586 bajo el nombre de Villa de Nuestra Señora de Buena Esperanza de Rere por el gobernador Alonso de Sotomayor, ya que fue utilizado para marcar las líneas fronterizas durante la conquista. En 1765 el gobernador Antonio de Guill y Gonzaga, le llamó Villa de San Luis Gonzaga de Rere. Se ubica a 21 km al oeste de la ciudad de Yumbel. Es un pueblo de significación histórica. El origen etimológico de Rere es rere, el vocablo en mapudungun con el cual se designa a los pájaros carpinteros negros. 

## Historia
Los orígenes de Rere se relacionan directamente con la guerra fronteriza que libraron españoles y mapuches desde los comienzos de la Conquista. Durante el siglo XVI el proceso de fundación de ciudades y la toma de posesión de las tierras en las que vivían las reducciones indígenas se consolidó con algunas dificultades hasta la zona del río Biobío.
En este período llega a Chile el gobernador Alonso de Ribera quien, viendo las falencias de sus antecesores, traza un plan destinado a darle una nueva dinámica al proceso de conquista. Para ello hace construir una serie de fuertes a lo largo del Bío Bío al objeto de asegurar aquella frontera natural y conjuntamente con ello, hacia 1603, fundó entre Chillán y Concepción la llamada Estancia de Rey, que ese mismo año pobló de ganado y sembró de trigo.
El fuerte nace entonces como consecuencia de la necesidad de cuidar los sembrados y ganado que de continuo eran objeto de robo. La fortaleza se perfila con un carácter más defensivo que de protagonismo en la lucha contra los Araucanos. Además por su ubicación a espaldas de los fuertes que estaban a orillas del Bío Bío, servía como punto intermedio para el socorro de los diferentes fuertes o como punto de retirada gradual entre una eventual ofensiva indígena. El fuerte también se conocía como Buena Esperanza y, según el jesuita Andrés Febrés, el nombre mapuche del paraje era Huilquilemu (wilkilemu), "bosque de zorzales". 
Fue capital de la Provincia o Corregimiento de Rere. Luego, fue capital del Partido de Rere, dependiente de la Intendencia de Concepción, el que desde 1823 se convirtió en la Delegación de Rere. Posteriormente, fue capital del Departamento de Rere, dependiente de la Provincia de Concepción. Luego, la cabecera del departamento pasa a Yumbel.
En 1891, con el Decreto de Creación de Municipalidades, se crea el Municipio de San Luis Gonzaga, cuyo territorio abarca la subdelegación 2a de San Luis Gonzaga del Departamento de Rere. En esa misma época, y producto de la bonanza económica vivida en la zona, un grupo de agricultores y empresarios creó el Banco de Rere, que emitió sus propios documentos comerciales.
Con el DFL 8582 del 30 de diciembre de 1927, se crea el Departamento de Yumbel, a partir del Departamento de Rere, menos el territorio de la Municipalidad de Tucapel.
De acuerdo al DFL 8583, en el Departamento de Yumbel se crea la Comuna y Subdelegación de San Rosendo, que comprende las antiguas subdelegaciones 2.a San Luis Gonzaga, 3.a Malvoa, 4.a Talcamávida y 5.a Quilaco, con lo que se suprime la Municipalidad de San Luis Gonzaga.
Finalmente, en la década de 1970, se modifican nuevamente los límites de las comunas, y Rere queda comprendido dentro de la Comuna de Yumbel.

## Turismo
Pertenece a la conocida ruta turística llamada Ruta del Oro. El campanario y sus campanas aliadas en oro constituyen uno de los mayores atractivos dentro del pueblo. También la disposición de sus calles y la antigüedad de sus construcciones constituyen otro atractivo.